# Federico Kammerichs
Guillermo Federico Kammerichs (ur. 21 czerwca 1980 w Goi, Argentyna) – argentyński koszykarz i olimpijczyk, posiadający także niemieckie obywatelstwo, grający na pozycjach niskiego skrzydłowego oraz  silnego skrzydłowego.

## Osiągnięcia
Na podstawie, o ile nie zaznaczono inaczej.

### Drużynowe
- Mistrz:
  - Eurocup (2003)
  - Ligi Amerykańskiej (2011)
  - turnieju Super 8 (2008)
  - Argentyny (2013)
- Wicemistrz ACB (2003)
- Brąz:
  - w pucharze:
    - Księżnej Asturii (2002)
    - Króla (2003, 2005)

  - Eurocup (2005)
  - Ligi Amerykańskiej (2012)
- 4. miejsce w Lidze Południowoamerykańskiej (2009)

### Indywidualne
- MVP:
  - turnieju Super 8 (2008)
  - finałów Ligi Amerykańskiej FIBA (2011)
- Uczestnik meczu gwiazd ligi:
  - argentyńskiej (2001)
  - hiszpańskiej LEB (2001/2002 – II liga hiszpańska)
  - brazylijskiej (2012)
- Lider w zbiórkach argentyńskiej ligi LNB (2009, 2010)

### Reprezentacja
- Mistrz:
  - Ameryki (2011)
  - turnieju Diamond Ball (2008)
- Wicemistrz:
  - Ameryki (2003, 2005, 2007)
  - Ameryki Południowej (2003)
- Brązowy medalista:
  - igrzysk olimpijskich (2008)
  - mistrzostw Ameryki (2009)
  - mistrzostw świata U-21 (2001)
- 4. miejsce:
  - na mistrzostwach świata U-19 (1999)
  - na igrzyskach olimpijskich (2012)
  - w Pucharze Marchanda (2009)
- Uczestnik mistrzostw świata (2010 5. – miejsce)
- Lider mistrzostw Ameryki w skuteczności rzutów za 3 punkty (2009 – 63,6%)[4]